# Cshongnjangni állomás
Cshongnjangni (Cheongnyangni) állomás metróállomás a szöuli metró 1-es és Kjongi–Csungang (Gyeongi–Jungang) vonalán, egyúttal a Kjongvon (Gyeongwon) vasútvonal és a Kjongcshun (Gyeongchun) vasútvonal állomása is, utóbbi esetében az ITX-expresszvonatok állnak meg itt. KTX-vonatokat is kiszolgál. 2020 szeptemberétől az állomás a Szuin–Pundang (Suin–Bundang) vonal végállomása.

## Viszonylatok
| 1-es vonal                                                         | 1-es vonal                                                                                           | 1-es vonal                                                                                        |
| ------------------------------------------------------------------ | --- | ------------------------------------------------------------------------------------------------- |
| Högi (Hoegi) Szojoszan (Soyosan) és Kvangun (Gwangun) Egyetem felé | Kjongvon (Gyeongwon) személy- és expresszvonat                                                       | Csegi-tong (Jegi-dong) Incshon (Incheon), Szodongthan (Seodongtan) vagy Sincshang (Sinchang) felé |
| Kjongi–Csungang (Gyeongui–Jungang)                                 | |                                                                                                   |
| Vangsimni (Wangsimni) Munszan (Munsan) felé                        | Csungang (Jungang) szakasz                                                                           | Högi (Hoegi) Csiphjong (Jipyeong) felé                                                            |
| Vangsimni (Wangsimni) Munszan (Munsan) felé                        | Kjongi (Gyeongui) expressz vonal (a Jongszan (Yongsan) vonalon át) Csungang (Jungang) expressz vonal | Högi (Hoegi) Csiphjong (Jipyeong) felé                                                            |
| Kjongcshun (Gyeongchun) vonal                                      | |                                                                                                   |
| végállomás                                                         | Kjongcshun (Gyeongchun) vonal                                                                        | Högi (Hoegi) Cshuncshon (Chuncheon) felé                                                          |
| Szuin–Pundang (Suin–Bundang) vonal                                 | |                                                                                                   |
| végállomás                                                         | Pundang (Bundang) vonal                                                                              | Vangsimni (Wangsimni) Incshon (Incheon) és Koszek (Kosaek) felé                                   |
| Korail                                                             | |                                                                                                   |
| Vangsimni (Wangsimni) Jongszan (Yongsan) felé                      | Kjongvon (Gyeongwon) vonal                                                                           | Högi (Hoegi) Pengmagodzsi (Baengmagoji) felé                                                      |
| végállomás                                                         | DMZ vonal                                                                                            | Idzsongbu (Uijeongbu) Pengmagodzsi (Baengmagoji) felé                                             |
| KTX                                                                | |                                                                                                   |
| Szöul végállomás felé                                              | Kangnung (Gangneung) vonal                                                                           | Szangbong (Sangbong) Kangnung (Gangneung) felé                                                    |
| Szöul végállomás felé                                              | Jongdong (Yeongdong) vonal                                                                           | Szangbong (Sangbong) Tonghe (Donghae) felé                                                        |
| Szöul végállomás felé                                              | Csungang (Jungang) vonal                                                                             | Jangphjong (Yangpyeong) Andong felé                                                               |